# Hendrik Devos
Hendrik Devos (né le 13 octobre 1955 à Waregem) est un coureur cycliste belge. Professionnel de 1978 à 1990, il a remporté la Nokere Koerse et a participé à dix Tours de France.
Il est le fils de Boudewijn Devos et le frère de Patrick Devos, également coureurs cyclistes.

## Palmarès
- 1979
  - Nokere Koerse
- 1986
  - 2e du championnat de Belgique sur route

## Résultats sur les grands tours

### Tour de France
- 1979 : 31e
- 1980 : 63e
- 1981 : 57e
- 1982 : 88e
- 1983 : 63e
- 1984 : 88e
- 1985 : 58e
- 1986 : 43e
- 1987 : abandon (13e étape)
- 1989 : 113e

### Tour d'Italie
- 1989 : 73e